# 唐古特忍冬
唐古特忍冬（学名：Lonicera tangutica）是忍冬科忍冬属的植物。分布在中国大陆的宁夏、四川、青海、陕西、湖北、西藏、甘肃、云南等地，生长于海拔1,600米至3,500米的地区，见于落叶松、山坡草地、云杉、竹林下、栎林、混交林中或溪边灌丛中，目前尚未由人工引种栽培。

## 别名
陇塞忍冬（中国高等植物图鉴）